# Mystacodon
Mystacodon es un género extinto de cetáceo misticeto dentado que vivió durante el Eoceno superior en Perú. Dentro de Mysticeti, es el miembro más basal y el segundo confirmado del Eoceno.

## Filogenia
Mystacodon, es un miembro más basal a otros misticetos dentados y a Llanocetus, este último está más estrechamente relacionado con misticetos sin dientes (Chaeomysticeti).